# Sinkiuse
Die Sinkiuse (auch Sinkiuse-Columbia oder Middle Columbia Salish, wie sie James Teit bezeichnete) sind ein Indianerstamm in Washington. Sie leben am namengebenden Columbia.
Die Sinkiuse zählen kulturell zu den Binnen-Salish. Ihre nächsten Verwandten sind die Wenatchi und Methow. Sie selbst bezeichneten sich als .tskowa'xtsEnux oder .skowa'xtsEnEx bzw. als Sinkiuse. Letzteres soll „zwischen Völkern“ bedeuten.

## Geschichte
Die Sinkiuse lebten am Ostufer des Columbia zwischen Fort Okanogan und Point Eaton. Später lebten sie in der Columbia Reservation. 
James Mooney schätzte ihre Zahl für das Jahr 1780 auf rund 800, vermutete jedoch, dass sie zusammen mit den Pisquow vor den ersten Pockenepidemien bis zu 10.000 zählten. 
Teits unterscheidet drei Unterstämme, die .nkee'us oder .s.nkeie'usox im Umatilla Valley, die Stata'ketux um White Bluffs am Columbia, und die .tskowa'xtsEnux oder .skowa'xtsFnEx, auch Moses-Columbia oder Moses Band genannt.
Die ersten französischen Händler bezeichneten die Sinkiuse von Rock Island bei Wenatchee als „Isles des Pierres“. Sie selbst bezeichneten sich als Kawatchens, als „Leute von den Ufern“. Ein weiteres Dorf lag nahe Beverly.
Entsprechend der Überlieferung der Moses-Sinkiuse kamen ihre Vorfahren aus dem Norden. Ihr Schweifgebiet reichte nordwärts bis zu den Badger Mountains südlich des heutigen Waterville und östlich des Columbia, und nordostwärts bis zum heutigen Grand Coulee Dam und von dort südwärts bis zum Soap Lake, Ephrata und zum Moses Lake, von dort weiter bis in den Raum Beverly.
Im Juli 1811 traf David Thompson, Pelzhändler der North West Company, auf Rock Island wohl auf die Sinkiuse-Kawachen, die er „Sinkowarsin“ nannte. Ihr Führer war Sulktalthscosum oder Half-Sun (Halbsonne). Er starb im Kampf mit Prärieindianern auf der Bisonjagd um 1850. 1851 schätzte man die Zahl der Sinkiuse auf 300. Als Häuptling folgte Sulktalthscosums Sohn Quiltenenock oder Quiltomee, der 1858 von weißen Goldsuchern nahe der Mündung des Wenatchee umgebracht wurde. Ihm folgte sein Bruder Moses, der seinen biblischen Namen von den Missionaren des American Board of Commissioners for Foreign Mission erhalten hatte. Sie saßen bei Lapwai in Idaho.
Moses, der anfangs die weißen Siedler bekämpfte, hielt seine Männer von Feindseligkeiten ab und übernahm zugleich die Führung mehrerer Stämme, die mit den USA keinen Vertrag geschlossen hatten. So schätzte man die Zahl der Stammesangehörigen inzwischen auf rund 1000. Am 19. April 1879 erhielt diese Konföderation ein Reservat, das Moses Reservation hieß. Am 6. Mai 1880 wurde es südwärts erweitert und reichte nun vom Lake Chelan bis zur kanadischen Grenze und von den Kaskadenkette bis zum Okanogan River. Auf Druck der Siedler wurde zunächst im Norden ein Streifen abgetrennt, dann das Reservat weiter verkleinert, schließlich am 7. Juli 1883 aufgelöst. Am 1. Mai 1886 war es wieder öffentlicher Besitz. Während der ganzen Zeit bewohnte die Moses-Gruppe allerdings nicht das Reservat, sondern lebte in der Colville Reservation und bezog nur Abgaben von den weißen Siedlern.
Um 1900 schätzte man die Zahl der Sinkiuse auf 300 bis 400, 1910 zählte man nur noch 52. 1959 zählte man noch 94 „Vollblut“-Sinkiuse innerhalb des Reservats, und 52 weitere außerhalb. Eine kleine Gruppe führt sich noch heute auf die Moses-Gruppe zurück.